# 桜井松平家
桜井松平家（さくらいまつだいらけ）は、清和源氏と称する松平氏の庶流である武家・華族だった家。
安城松平家の松平長親の次男（三男とも）信定を祖とする。三河国碧海郡桜井（現在の愛知県安城市桜井町）に拠点を置き、桜井城を居城としたことから桜井松平家と称する。十八松平の一つに数えられる。近世には摂津国尼崎藩主家であったが、維新後に桜井（さくらい）に改姓し、華族の子爵家に列せられた。

## 歴史

### 戦国時代
松平長親の子である信定を祖とするのが通説であるが、菩提寺である桜井山菩提寺の過去帳には天文5年3月15日（1536年4月22日）に没した松平親忠の四男（長親の弟）である松平親房（玄蕃允）が筆頭に記されており、桜井松平家の実際の初代は親房で信定はその養子として後を継いだと考えられている。大永7年（1527年）の銘がある桜井神社の棟札にも「玄蕃入道宗安」の名前があり、桜井は元々親房の支配地であったことが判明する。
父の偏愛を受けた信定は、松平宗家の地位を欲し、宗家の7代目となった甥の松平清康を疎ましく思っていたと推測される。
森山崩れ（守山崩れ）における清康の横死を絶好の機ととらえたらしく、義兄の織田信秀の後ろ盾を受けて岡崎城を占拠し、清康の嫡男の松平広忠を放逐した。だが、広忠を正統なる跡目と認める阿部定吉や大久保忠俊などの松平氏家臣団の多数派に対し、信定を推戴する者は皆無に等しい状態であった。駿河国の今川氏からの後ろ盾を得た多数派に対抗する手段もなく、岡崎城を手放すまでに追い込まれ、宗家簒奪に失敗した。この時、信定を圧迫したのは今川氏の山田景隆だった。
これに対して、森山崩れを家臣団の対立による謀反とする説を取る村岡幹生は、信定の岡崎入城は宗家の地位を狙ったものでは無く謀反鎮圧のための行為であるとする（村岡は信定が宗家の地位を望むなら、正統な跡目である広忠を殺害しないで放逐するのは不自然であるとする）。村岡は広忠を確保して今川氏の支援を得た謀反側（阿部・大久保ら）が信定の死後に実権を掌握したのが実像であろうとしている。
いずれにしても、これで信定家が宗家に服従したわけではなく、信定の孫の松平忠正の代に至っても、宗家に対する敵対的姿勢を変えなかった。
今川義元の死後、今川氏からの独立を志す松平元康（後の徳川家康）が三河一向一揆と対立すると、吉良氏など松平宗家に敵対する勢力と結んで再び宗家転覆を企てたが、一揆は鎮圧され、またも敗北した。
以後、宗家に従属した。

### 江戸時代
初期には武蔵松山藩・遠江浜松藩5万石に封じられるが、当主の松平忠頼が嗣子なくして殺害されたことで一時改易された。その後、忠頼の弟である松平忠重が上総佐貫藩主として復活を許された。以後、駿河田中藩・遠江掛川藩・信濃飯山藩・遠江掛川藩（再封）を経て、摂津尼崎藩4万石で明治維新を迎えた。

### 明治以降の桜井家
最後の尼崎藩主忠興は、明治元年（1868年）2月7日に松平から桜井に改姓。明治2年（1869年）6月の版籍奉還で尼崎藩知事に任じられ、明治4年（1871年）7月の廃藩置県まで務めた。
明治2年（1869年）6月17日の行政官達で公家と大名家が統合されて華族制度が誕生すると桜井家も大名家として華族に列した。明治17年（1884年）7月7日の華族令の施行で華族が五爵制になると、同月8日に旧小藩知事として子爵に列せられた。
3代子爵の桜井忠養の代に桜井子爵家の住居は東京市目黒区上目黒にあった。
兵庫県尼崎市の桜井神社に、正徳元年（1711年）以降の尼崎藩主、初代松平信定公から16代桜井忠興公までの十六柱が主祭神として祀られている。

## 分流
- 桜井松平家当主松平忠頼の三男忠勝は親族の久松松平定勝の養子となり、後に徳川頼宣の家臣となり、その家統は紀州藩高家となる。この家は徳川家茂の生母である実成院の生家である。
- 実成院の系譜 松平忠頼ー忠勝ー重之ー忠永ー忠英ー柱之ー晋ー実成院ー徳川家茂

## 桜井氏ゆかりの地

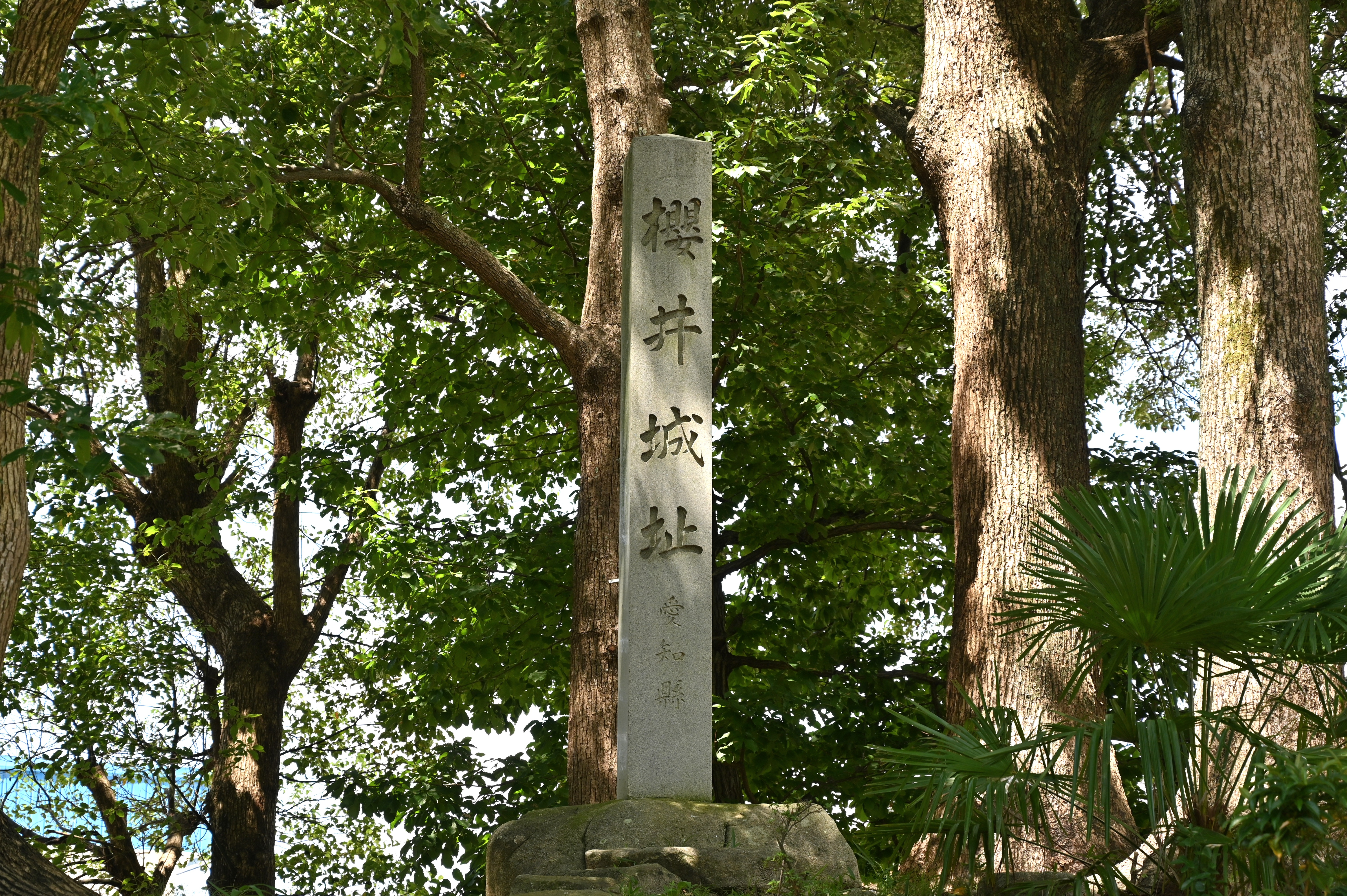
桜井城址の碑（愛知県安城市桜井町）

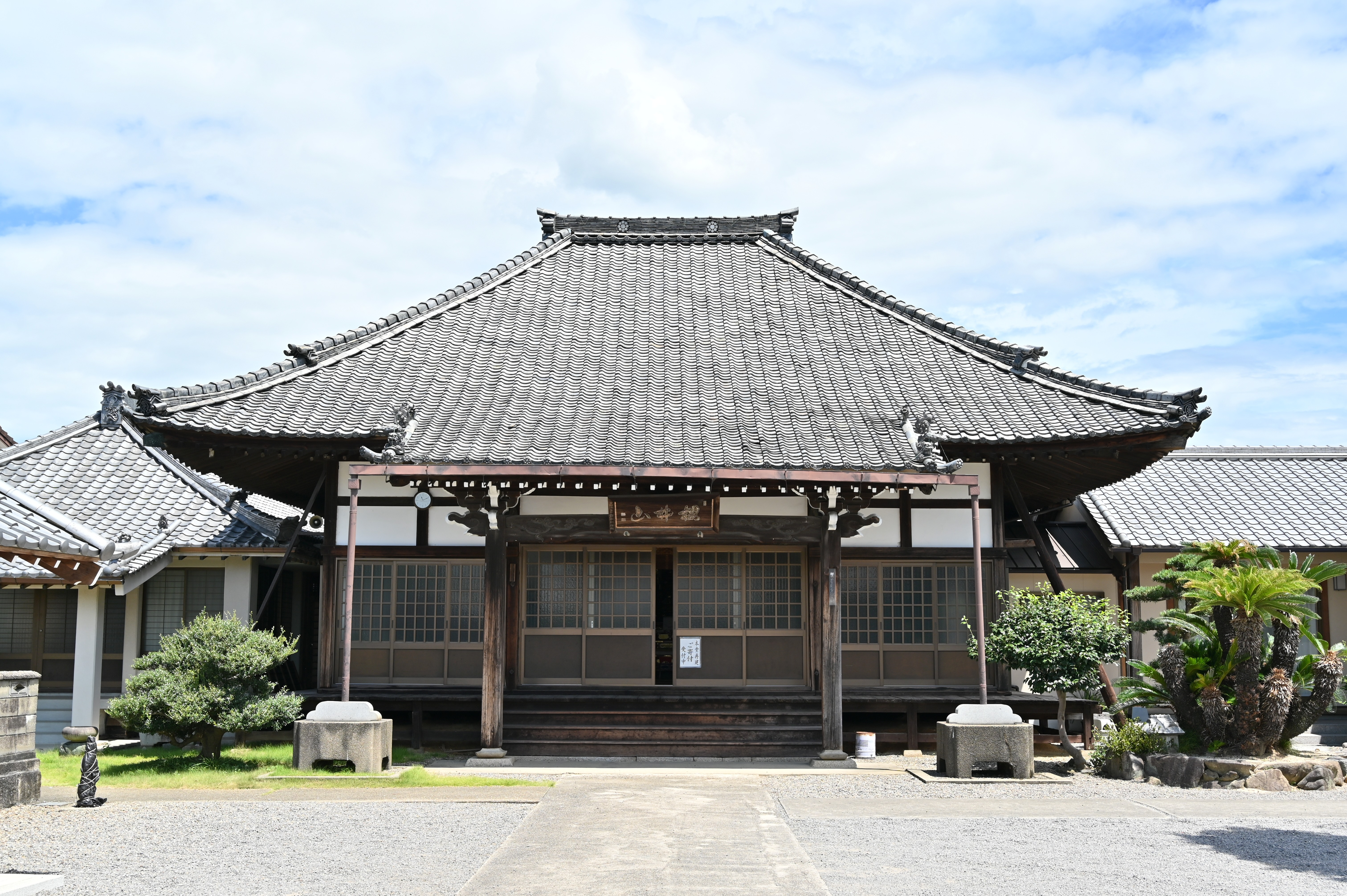
桜井松平家の菩提寺である桜井山菩提寺

### 東京さぬき倶楽部（江戸屋敷跡）
東京府芝区三田2丁目（現・東京都港区三田2丁目）に存在した邸は、第二次世界大戦の戦災を免れ、戦後香川県に売却され、東京さぬき倶楽部となったが、建物の老朽化・耐震構造問題が問題になっていた上、当地周辺の再開発計画を受けて閉館が決まった。
東京オリンピックのゲストをもてなした後の2020年（令和2年）8月31日での閉館が予定していたが、新型コロナウイルス感染症の感染拡大による利用者の減少により、当初の予定を前倒し、2020年（令和2年）4月30日に閉館した。

### 桜井城
桜井城は、現在の愛知県安城市桜井町にあった平城である。方形の単郭で二重の堀がめぐらされていたと推定されるが、現在は市街地化により遺構はほぼ残っていない。城跡は碧海台地上の畑地となっており、城跡碑が建てられている。桶狭間の戦い後、徳川家康に当主の忠正が従属するまで桜井松平家の拠点であったが、その後廃城になったとされる。

### 菩提寺
桜井山菩提寺は桜井松平家の菩提寺である。寺伝によれば、もとは真言宗であったが、松平信定の代に浄土宗に改宗したとされる。信定の子・松平清定は当寺に梵鐘を寄進し、孫の松平家次は寺領を寄進するなど、代々の一族から手厚い保護を受けた。